# Smara (provins)
Smara (arabiska: إقليم السمارة; spanska: Esmara; franska: Es-Semara) är en av Marocko definierad provins i regionen El-Aaiún-al-Saqiyya al-Hamra, mestadels i den marockanskkontrollerade delen av det omstridda området Västsahara. Marocko räknar också en del av det SADR-kontrollerade området till provinsen, samt ett litet område norr om Västsaharas gräns. Antalet invånare i den marockanskkontrollerade delen var 66 014 vid folkräkningen 2014. Arean är 43 327 kvadratkilometer.[källa behövs]